# Neritz
Neritz er en by og kommune i det nordlige Tyskland, beliggende i Amt Bad Oldesloe-Land under Kreis Stormarn. Kreis Stormarn ligger i den sydøstlige del af delstaten Slesvig-Holsten.

## Geografi
Neritz ligger ved B75 mellem Bad Oldesloe og Bargteheide, ca. 30 km nordøst for Hamborg og ca. 25 km sydvest for Lübeck. Floden Norderbeste løber gennem kommunen. Gennem Neritz løb Alster-Trave-Kanal, der i det 15. og 16. århundrede blev påbegyndt for at skabe en sejlrute mellem Hamborg og Lübeck. Efter mange stridigheder om omkostningerne der førte til drab på en sluseinspektør i Neritz, blev den videre konstruktion blevet indstillet i 1549 